# Bootsnaveltiran
De bootsnaveltiran (Megarynchus pitangua) is een zangvogel uit de familie Tyrannidae (tirannen).

## Verspreiding en leefgebied
Deze soort komt wijdverspreid voor in Midden- en Zuid-Amerika en telt zes ondersoorten:
- M. p. tardiusculus: noordwestelijk Mexico.
- M. p. caniceps: westelijk Mexico.
- M. p. mexicanus: van oostelijk Mexico tot noordwestelijk Colombia.
- M. p. deserticola: centraal Guatemala.
- M. p. pitangua: van tropisch noordelijk en centraal Zuid-Amerika tot noordelijk Argentinië en ook op Trinidad.
- M. p. chrysogaster: oostelijk Ecuador en noordwestelijk Peru.

## Status
De grootte van de populatie is in 2019 geschat op 5-50 miljoen volwassen vogels. Op de Rode lijst van de IUCN heeft deze soort de status niet bedreigd.